# Skrundas zivju diki
Skrundas zivju diki este o arie protejată (arie specială de conservare — SAC, sit de importanță comunitară — SCI, arie de protecție specială avifaunistică — SPA) din Letonia întinsă pe o suprafață de 496,23 ha, integral pe uscat.

## Localizare
Centrul sitului Skrundas zivju diki este situat la coordonatele 56°41′25″N 21°59′06″E / 56.6902°N 21.985°E.

## Înființare
Situl Skrundas zivju diki a fost declarat arie de protecție specială avifaunistică în mai 2004 pentru a proteja 21 de specii de animale. Alte tipuri de protecție:
- sit de importanță comunitară (în mai 2004)
- arie specială de conservare (în mai 2004)[1][3][4]

## Biodiversitate
Situată în ecoregiunea boreală, aria protejată conține 6 habitate naturale: Cursuri de apă de la nivel de câmpie la nivel montan, cu vegetație Ranunculion fluitantis și Callitricho-Batrachion, Pajiști fino-scandinave uscate până la mezice, bogate în specii de altitudine mică, Pajiști aluvionare boreale nordice, Mlaștini turboase de tranziție și turbării mișcătoare, Taiga vestică, Păduri aluvionare cu Alnus glutinosa și Fraxinus excelsior (Alno-Padion, Alnion incanae, Salicion albae).
La baza desemnării sitului se află mai multe specii protejate:
- păsări (20): gârliță mare (Anser albifrons), gâscă de semănătură (Anser fabalis), Branta leucopsis, Bucephala clangula, chirighiță neagră (Chlidonias niger), mierla de apă (Cinclus cinclus), erete de stuf (Circus aeruginosus), erete vânăt (Circus cyaneus), Cygnus columbianus bewickii, lebădă de iarnă (Cygnus cygnus), lebădă de vară (Cygnus olor), șoim călător (Falco peregrinus), cocor (Grus grus), codalb (Haliaeetus albicilla), ferestraș mic (Mergus albellus), ferestrașul mare (Mergus merganser), vultur pescar (Pandion haliaetus), bătăuș (Philomachus pugnax), corcodel mic (Tachybaptus ruficollis), fluierar de mlaștină (Tringa glareola)
- mamifere (1): liliac de iaz (Myotis dasycneme)

Pe lângă speciile protejate, pe teritoriul sitului au mai fost identificate 4 specii de păsări, 4 specii de mamifere.